# Jumelet (familie)
Jumelet is een geslacht uit Frankrijk, waarvan leden sinds de zeventiende eeuw in Nederland voorkomen.

## Oorsprong
Over de oorsprong van het geslacht Jumelet is niet veel met zekerheid bekend. Zeker is dat de familie sinds de veertiende eeuw land bezit rond de plaats Sedan, destijds onderdeel van het prinsbisdom Luik. Het grondbezit in de Ardennen wordt in de loop der eeuwen uitgebreid met land rond Parfondeval en Rozoy-sur-Serre en de activiteiten van de familie worden uitgebreid met de bewerking en verkoop van kant. Hoewel het grootste deel van de familie trouw blijft aan de Rooms-Katholieke Kerk, bekeert een klein deel van het geslacht zich al vroeg in de Reformatie tot het protestantisme. In 1549 wordt de stad Sedan een de facto onafhankelijk vorstendom en vanaf dat moment geldt het als een bolwerk van de Hugenotenbeweging, waar in 1579 de protestantse Academie van Sedan wordt opgericht. Wanneer de Franse koning Hendrik IV in 1598 het Edict van Nantes uitvaardigt, worden ook in het Franse koninkrijk protestanten getolereerd en krijgen zij een aantal privileges. Hierdoor floreert de kanthandel van de protestantse leden van het geslacht Jumelet, waardoor deze zich - in de periode dat het gebied in en rond Sedan steeds meer verstedelijkt - meer kan richten op de kanthandel ten koste van het verpachten van landbouwgrond.
Als stamvader van de Nederlandse tak van het geslacht geldt Nicolas Jumelet, die de kanthandel in de omgeving van Sedan vrijwel geheel beheert. Hij is een lid van de Hugenotenbeweging, maar het is met name zijn zoon, Jacques, die als fervent calvinist een grote rol speelt in de strijd van de Hugenoten. Jacques Jumelet preekt in de gehele omgeving en trouwt met de – eveneens protestantse -- Rachel Chevalot, waarmee hij drie kinderen verwekt. Na de herroeping van de godsdienstvrijheid door koning Lodewijk XIV in 1685 met het Edict van Nantes, komt het voortbestaan van de protestantse tak van het geslacht in gevaar. De autoriteiten waarschuwen dat de bezittingen van het geslacht geconfisqueerd zullen worden, indien het voltallige geslacht niet terugkeert naar het katholieke geloof. Daarnaast wordt Jacques Jumelet vogelvrij verklaard.

### Zeeland
In 1686 vlucht de protestantse tak van de familie naar de Republiek der Nederlanden, waar op dat moment de gereformeerde godsdienst de meest bevoorrechte is. Jacques Jumelet verkoopt zijn bezittingen aan de familie van zijn vrouw, die terugkeert tot de katholieke godsdienst. De familie strijkt neer in Oosterland, op het Zeeuwse eiland Schouwen-Duiveland. Hoewel de Franse Hugenoten in de Republiek zeer verwelkomd worden, is het lastig om te integreren in de Zeeuwse cultuur. De familie beheert korte tijd een hofstede in Oosterland en begint in de jaren 1720 met het exploiteren van visserijboten. 
De familie Jumelet was lang niet de enige die in Bruinisse de mosselvisserij probeerde te beheren. In de jaren 1720 is de onderlinge concurrentie zo moordend, dat het zo nu en dan tot een oproer leidt. De inflatie in de Oostenrijkse Nederlanden, waar een grote afzetmarkt is, maakt dat veel kleine mosselvissers een ander ambacht moeten zoeken. Er is veel armoede in Bruinisse en in 1751 biedt Daniel Jumelet namens de mosselvissers in Bruinisse een petitie aan aan erfstadhouder Willem IV van Oranje-Nassau. Door het overlijden van de erfstadhouder kort daarop, zal het niet komen tot verbetering van de positie van de mosselvissers. In 1771 voeren de Staten van Zeeland de Ordonnantie op de Mosselnering in, tot grote woede van de lokale bevolking. De ordonnantie wordt opgesteld in overleg met baljuw Lodewijk van Suuren, de schepenen van Bruinisse en de ambachtsvrouwe van Bruinisse, Maria Stavenisse, die de ambachtsheerlijkheid van haar overleden echtgenoot geërfd heeft.
Verreweg de meeste leden van de Nederlandse tak van het geslacht zijn in de daaropvolgende eeuwen actief in de mosselvisserij, waarbij visserijbedrijven in de erfenis regelmatig verdeeld worden onder de zonen en later door (achter)neven weer worden samengevoegd, afhankelijk van de economische en politieke omstandigheden. Het is met name in de negentiende eeuw dat de diverse visserijbedrijven die door het geslacht beheerd worden, de begunstigden ervan geen windeieren leggen.

### Ontwikkelingen
Van de leden van de Nederlandse tak van het geslacht Jumelet zijn de meesten trouw gebleven aan de protestantse godsdienst. Een aantal telgen uit het geslacht zijn actief in het openbaar bestuur, het hoger onderwijs, de kunsten, het bedrijfsleven, cultureel erfgoed, goede doelen en de politiek. Dat laatste met name namens het CDA en de ChristenUnie. Diverse telgen zijn bestuurder, dominee, predikant of ouderling. Anno 2022 zijn er nog honderden leden van de Nederlandse tak van het geslacht in leven. In Frankrijk, waar de leden van het geslacht altijd Rooms-Katholiek zijn gebleven, zijn naar schatting duizenden telgen woonachtig. Bijzonder detail is dat de meest gedrukte naam van Frankrijk de naam Jumelet is. Namelijk op de bekendste Franse postzegel die decennialang op iedere vakantiekaart en envelop werd geplakt: Marianne du 14 juillet. Ontworpen door een Jumelettennazaat, Claude Jumelet. Er zijn ook takken, met name vanuit de Nederlandse tak, die geëmigreerd zijn naar de Verenigde Staten.
Sinds 1880 zijn Jumeletten meer verspreid geraakt over Nederland. Nog steeds wonen velen in Zeeland, met name Schouwen-Duiveland. In de jaren 1920 is een deel van de familie in Den Haag gaan wonen. In de eenentwintigste eeuw zijn meer telgen na hun studie blijven wonen in hun studentenstad, zoals Utrecht en Rotterdam of zijn vanwege werk uit Zeeland vertrokken. Zo zijn naamdragers terecht gekomen in de omgeving van IJmuiden doordat Reinier Jumelet aan het eind van de jaren 1960 daar een scheepsreparatiebedrijf begon.

## Enkele leden
- Reinier Jumelet (1929-2021), havenondernemer in IJmuiden
- Henk Jumelet (1962-), gedeputeerde in de provincie Drenthe[2][3]
- Andries Jumelet (1945-), raadslid in Reimerswaal.[4][5]
- Heleen Jumelet (1964 -), pedagoog, toezichthouder en voorzitter college van bestuur University of the Arts, HKU[6]
- Gerrie Jumelet (1957-), oud-speler RBC Roosendaal[7]
- Olivier Claude Jumelet, brigadegeneraal (Franse tak)